# デイヴィッド・F・フリードマン
デイヴィッド・F・フリードマン（David F. Friedman、1923年12月24日 - 2011年2月14日）はアメリカ合衆国のB級映画、エクスプロイテーション映画、ヌード映画、セクスプロイテーションで知られる映画作家、映画製作者。アラバマ州バーミングハムに生まれる。

## 来歴
幼少期の一時期をアラバマ州バーミングハムとアニストンを巡業の一座と旅して過ごし、娯楽産業に興味を持った。第二次世界大戦中アメリカ陸軍に入隊する以前、バッファローで映画の映写技師として働いていた。
従軍中にエクスプロイテーション映画の先駆者であるクローガー・バッブに出会った。この出会いにより映画に興味を持つ。その後、パラマウントの地域マーケティング担当者として働き、独立系配給の収益に価値を見い出した。
彼は1950年代に自身の会社を設立し、主に『Goldilocks and the Three Bares』などのヌーディストのコロニーで撮影され、当時としては法的に許される範囲内で最もポルノに近い、いわゆるヌーディー・キューティー映画を製作した。これにセクスプロイテーションやラフィー（バイオレンス）のジャンルが続き、ホラーや犯罪に関連する更に暴力的な激しさを持つ擬似セックスが描かれた。フリードマンのラフィーズの例として、『The Defilers』（1965年）、『爛漫たる情痴』（1968年）、『The Head Mistress』（1968年）、『猟色!餓狼のえじき』（1972年、バイロン・メーブ共同製作）が挙げられる。これらの仕事を通じてシカゴを拠点とする教師・映画製作者のハーシェル・ゴードン・ルイスとの協力関係が始まった。
1963年、ルイスの監督によるエクスプロイテーション映画『血の祝祭日』を製作。この作品は史上初のゴア（流血映画）、あるいはスプラッター映画と、しばしば位置づけられている。また、最初のナチスプロイテーションである2本、1968年の『ラブ・キャンプ7』と1974年の『イルザ ナチ女収容所 悪魔の生体実験』でも製作者を務めた（彼は本名を使用せず、ハーマン・トレーガーとクレジットされた）。
1970年代半ばにハードコアポルノが商業的に台頭してくると、フリードマンの仕事は低迷を見せた。彼のモットーは「ステーキそのものではなくジュージューといっている様を売る」ことであり、実際の性交を自身の映画で見せることを許さなかった。にもかかわらずハードコアポルノのプロデューサーの業界団体であるアメリカ成人映画協会（AFAA）の会長を務めていた。
1990年代初頭、マイク・ヴレイニーが所有するサムシング・ウィアード・ヴィデオは、フリードマンの作品の多くをビデオ化して再発売し、新世代のエクスプロイテーション及びB級映画コレクターの注目を彼に集めた。同社のビデオの何本かで彼自身の解説を聞くことができる。1997年、長編ドキュメンタリー『Hollywood Rated "R"』と30分のドキュメンタリー『 David Friedman, Portrait of an Exploitee』に出演し、双方で自身の経歴とアメリカのエクスプロイテーション映画の歴史について語った。2000年には、アメリカのエクスプロイテーション映画の興亡に関するドキュメンタリー『SCHLOCK! The Secret History of American Movies,』で、カルト映画製作者のロジャー・コーマン、ドリス・ウィッシュマン、ハリー・ノヴァクなどと並んで特集された。
1990年、自伝『A Youth in Babylon: Confessions of a Trash-Film King』を出版。彼は自分の全作品を誇りに思っていた。「私はとんでもない映画を撮ってきたが、これまでやってきたことを弁解はしない。今までに誰ひとり返金を要求してきたことは無い。」2001年には、ドキュメンタリー『Mau Mau Sex Sex』で長年のビジネス・パートナー、ダン・ソニーと共演した。
2011年2月14日、アラバマ州アニストンで死去。死因は心不全とされる。87歳没。